# Turkmenistán en los Juegos Paralímpicos de Atenas 2004
Turkmenistán estuvo representado en los Juegos Paralímpicos de Atenas 2004 por cuatro deportistas masculinos. El equipo paralímpico turcomano no obtuvo ninguna medalla en estos Juegos.